# Claude Durand

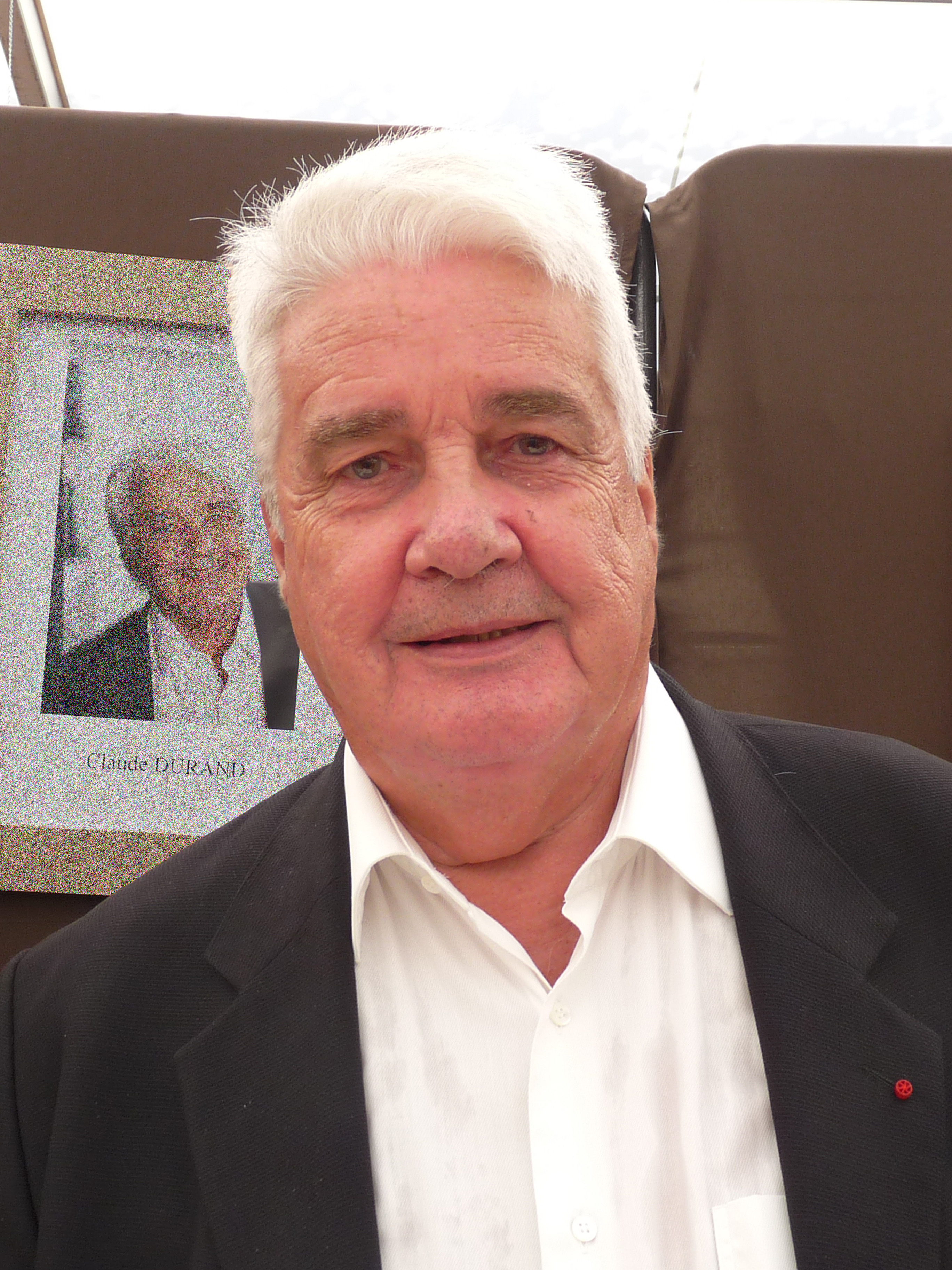
Claude Durand (2011)

Claude Durand (* 9. November 1938 in Livry-Gargan; † 7. Mai 2015 in Paris)  war ein französischer Verleger, Übersetzer aus dem Englischen und Spanischen und Autor.

## Leben
Durand war ab 1958 zwanzig Jahre lang Lektor beim Verlag du Seuil; 1978 wechselte er zu Éditions Grasset und leitete ab 1980 bis 2009 den Verlag Fayard. Zusammen mit seiner Frau Carmen Durand entdeckte und übersetzte er 1968 bei Le Seul Hundert Jahre Einsamkeit von Gabriel García Márquez. Er übersetzte mit ihr auch andere lateinamerikanische, spanischsprachige Autoren wie Isabel Allende, Jorge Semprún und aus dem Englischen Alan Sillitoe. Er wurde 1973 Literaturagent von Alexander Solschenizyn und war dessen Verleger in Frankreich. 
Durand begann eine eigene literarische Karriere mit dem Roman L'Autre Vie; für La Nuit zoologique erhielt er 1979 den Prix Médicis. Er gab das Schreiben aber zugunsten der verlegerischen Tätigkeit auf.
Durand bekämpfte die politische Linke in Frankreich und verlegte Pierre Péans Enthüllungen über François Mitterrand und Péans Pamphlet gegen die Zeitung Le Monde. Er betreute bei Fayard Autoren wie Jacques Attali oder Jean Ziegler; dass er auch den Rechtsextremisten Renaud Camus verlegte, brachte ihm den Vorwurf des Antisemitismus ein.
2010 veröffentlichte er unter dem Pseudonym François Thuret das Buch J'aurais voulu être éditeur. 
2013 gehörte er zu den Kandidaten für die Académie française, wurde aber nicht aufgenommen; 2014 wurde er zum Kommandeur der Ehrenlegion ernannt.

## Werke (Auswahl)
- L'Autre Vie. Editions du Seuil, 1963
- La Nuit zoologique. Grasset, 1979
- François Thuret (Pseudonym): J'aurais voulu être éditeur. Nachwort von Claude Durand. Albin Michel, 2010
- Agent de Soljenitsyne. Fayard, 2011
- J'étais un numéro un. Albin Michel, 2011
- Le Pavillon des écrivains. Fallois, 2011